# Kurt Lotterschmid

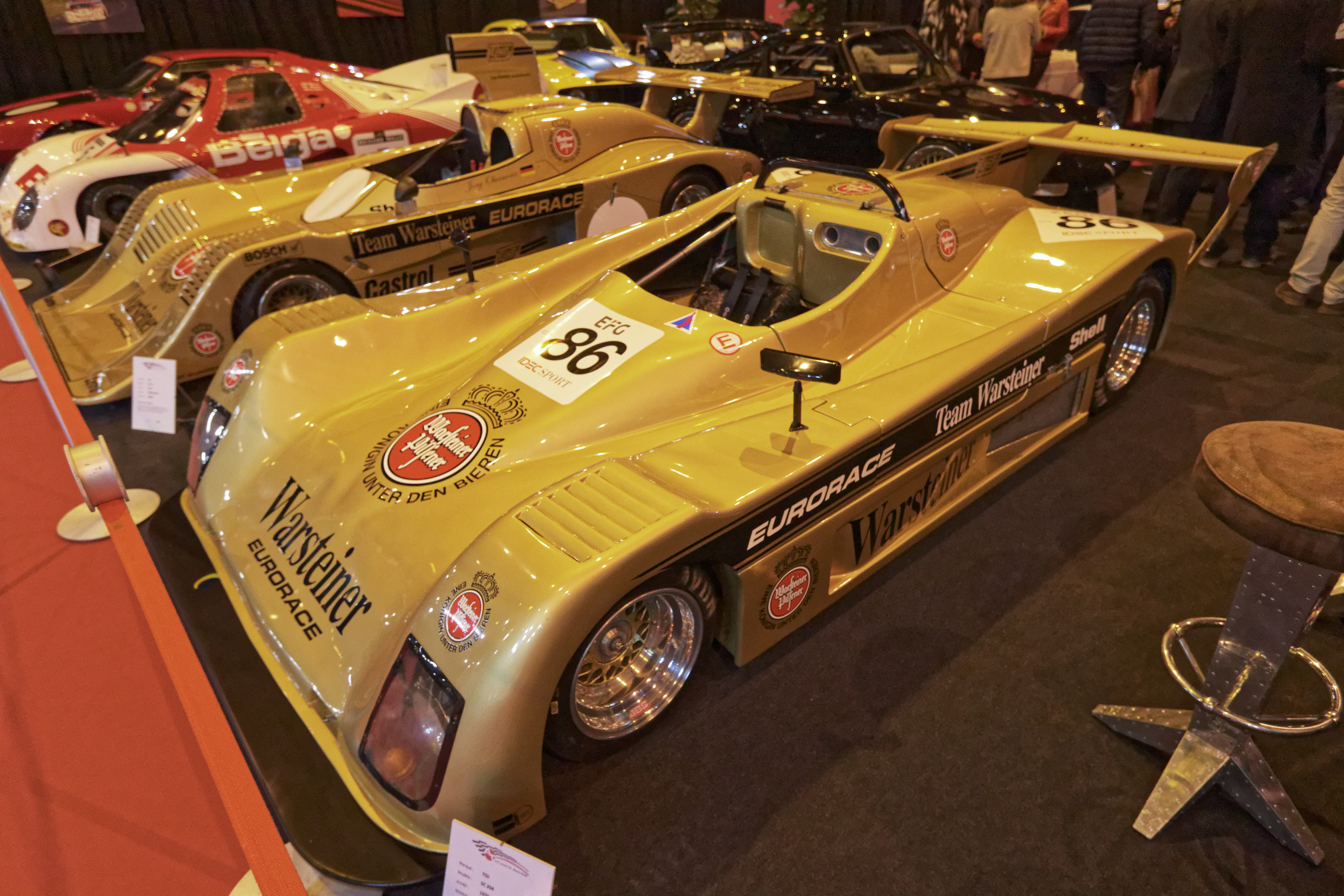
Der von Kurt Lotterschmid gefahrene TOJ SC204

Kurt Lotterschmid (* 29. Juni 1941) ist ein Unternehmer und ehemaliger deutscher Automobilrennfahrer.

## Karriere als Rennfahrer
Kurt Lotterschmid begann Ende der 1960er Jahre seine Rennfahrerlaufbahn in der Formel Vau.
1971 wechselte er in die 1970 neu gegründete Interserie, in der er mit selbst entwickelten Rennsportwagen Lotec und LWB 747 in der 1. Division antrat. Von 1976 bis 1979 fuhr er dort einen Deutsch Spezial Porsche 908.
Mit diesem Rennwagen konnte er 1978 seinen ersten Sieg in der Interserie beim Rennen in Wunstorf verzeichnen.
Ab 1979 startete er mit verschiedenen Fahrzeugen wie den TOJ SC204, TOJ SC205, TOJ SC306 und Lotec 681 in der 2. Division der Interserie. In der Interserie feierte er 1979 und 1980 mit dem Saison-Sieg in der 2. Division seine größten Motorsport-Erfolge. Nach der Saison 1981 beendete er sein Engagement in der Interserie.
1982 und 1983 fuhr er mit seinem Lotec M1C in der Gruppe C und C Junior der Deutschen Rennsport-Meisterschaft (DRM). In dieser Rennserie konnte er in beiden Jahren sich jeweils auf den 6. Gesamtrang platzieren.
Lotterschmid fuhr insgesamt drei Langstreckenrennen in der Sportwagen-Weltmeisterschaft. Seinen ersten Start hatte er 1979 beim 1000-km-Rennen auf dem Nürburgring mit einem Deutsch Spezial-Porsche 908, das er, Ralf Walter und Franz Kaiser vorzeitig durch Ausfall beendeten. Ein Jahr später traten er und Kurt Hild im TOJ SC306 wieder beim 1000-km-Rennen auf dem Nürburgring an, dass sie ebenfalls nicht erfolgreich abschließen konnten. Seinen letzten Start in der Markenweltmeisterschaft hatte er 1983 beim 1000-km-Rennen von Fuji. Dort fielen er, Naoki Nagasaka und Keiichi Suzuki durch Motorschaden beim in der Gruppe C Junior gestarteten Lotec M1C aus.

## Karriere als Unternehmer
Lotterschmid gründete 1962 das Automobilkonstruktions-Unternehmen Lotec. Die selbst entwickelten Lotec-Rennwagen setzte er erfolgreich in der Interserie und DRM ein. Neben der Entwicklung von Turbomotoren für Mercedes und Ferrari baute er 1990 den Sportwagen C1000 und 1991 die luxuriöse Limousine Ambassadeur. 1992 begann er mit der Entwicklung des Supersportwagens Lotec Sirius, der aber nie in Serienproduktion ging.

## Statistik

### Einzelergebnisse in der Sportwagen-Weltmeisterschaft
| Saison | Team                    | Rennwagen           | 1   | 2   | 3   | 4   | 5   | 6   | 7   | 8   | 9   | 10  | 11  | 12  | 13  | 14  | 15  | 16  | 17  |
| ------ | ----------------------- | ------------------- | --- | --- | --- | --- | --- | --- | --- | --- | --- | --- | --- | --- | --- | --- | --- | --- | --- |
| 1979   | Deutsch Brothers        | Deutsch-Porsche 908 | DAY | SEB | MUG | TAL | DIJ | RIV | SIL | NÜR | LEM | PER | DAY | WAT | SPA | BRH | ROA | VAL | ELS |
| 1979   | Deutsch Brothers        | Deutsch-Porsche 908 |     |     |     |     | DNF |     |     |     |     |     |     |     |     |     |     |     |     |
| 1980   | Kurt Hild               | TOJ 306S            | DAY | BRH | SEB | MUG | MON | RIV | SIL | NÜR | LEM | DAY | WAT | SPA | MOS | ROA | VAL | DIJ |     |
| 1980   | Kurt Hild               | TOJ 306S            |     |     |     |     | DNF |     |     |     |     |     |     |     |     |     |     |     |     |
| 1983   | Auto Beaurex Motorsport | Lotec M1C           | MON | SIL | NÜR | LEM | SPA | FUJ | KYA |     |     |     |     |     |     |     |     |     |     |
| 1983   | Auto Beaurex Motorsport | Lotec M1C           |     |     | DNF |     |     |     |     |     |     |     |     |     |     |     |     |     |     |